# Щебзавод
Щебзаво́д (рос. Щебзавод) — селище у складі Біловського округу Кемеровської області, Росія.
Стара назва — Дробильний.

## Населення
Населення — 1302 особи (2010; 1529 у 2002).
Національний склад (станом на 2002 рік):
- росіяни — 95 %